# زعفران سفلي (مقاطعة إسلام آباد غرب)
زعفران سفلي (بالفارسية: زعفران سفلی) هي قرية تقع في كرمانشاه في إيران. يقدر عدد سكانها بـ 35 نسمة بحسب إحصاء 2016.